# Forêt nationale d'Allegheny
Pour les articles homonymes, voir Allegheny.
La forêt nationale d'Allegheny (en anglais Allegheny National Forest) est une forêt nationale située au nord-ouest de la Pennsylvanie, qui couvre une surface de 2 076 km². La forêt abrite également le barrage de Kinzua qui a créé le réservoir d'Allegheny. Le siège administratif de la forêt nationale d'Allegheny se situe à Warren. Elle abrite également deux postes de gardes forestiers, à Marienville dans le comté de Forest, et à Bradford dans le comté de McKean.